# Wolf-Rayetova zvijezda
Wolf-Rayetova zvijezda su evoluirane masivne zvijezde (izvorno preko 20 sunčevih masa) koje naglo gube svoju masu putem vrlo snažna zvjezdana vjetra kome brzina prelazi dvije tisuće km/s. Dok primjerice Sunce gubi približno 10−14 sunčevih masa svake godine, Wolf-Rayetove zvijezde gube 10−5 sunčevih masa godišnje. Većina, ako ne i sve Wolf-Rayetove zvijezde rotiraju se jako brzo, na ekvatoru oko 300 km/s.
Wolf-Rayetove zvijezde vrlo su vruće, površinske temperature su im od 25.000 do 100.000 kelvina. Spada u zvijezde neobičnog spektra, odnosno ne pripada nijednom tipu Harvardske klasifikacije . Wolf-Rayetove zvijezde imaju neobičan spektar zbog svojih širokih emisijskih liniija te je njihov sastav također atipičan. Dijele se na tri tipa: WN, WC i WO. Spektri WN zvijezda prikazuju prisutnost helija i dušika, iako se u nekim zvijezdama može vidjeti i emisijske linije ugljika, kisika i dušika. WC zvijezde pokazuju prisutnost emisijskih linija helija i ugljika, a ne pojavljuju se linije dušika i vodika. WO zvijezde, koje su mnogo rjeđe od WN i WC, u svom spektru imaju istaknute emisijske linije kisika.